# Lycosa nordenskjoldi
Lycosa nordenskjoldi är en spindelart som beskrevs av Albert Tullgren 1905. Lycosa nordenskjoldi ingår i släktet Lycosa och familjen vargspindlar. Inga underarter finns listade i Catalogue of Life.